# Mitglied des Reichstages

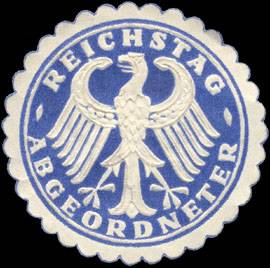
Siegelmarke: „Reichstag Abgeordneter“

Mitglied des Reichstages (Abkürzung MdR) war ein Abgeordneter des Reichstages im Deutschen Kaiserreich (1871–1918) bzw. später ein Abgeordneter des Reichstages in der Weimarer Republik (1920–1933). Beide Verfassungsorgane tagten im Reichstagsgebäude in Berlin.
Formal werden auch die Parlamentarier der Zeit des Nationalsozialismus so bezeichnet, obwohl es sich eigentlich nicht um ein vergleichbares Parlament handelte, da die demokratischen Grundrechte außer Kraft und sämtliche Parteien mit Ausnahme der NSDAP verboten waren. Mitglieder der einzigen Wahlliste, der Liste Adolf Hitler, wurden von Hitler ernannt. Der Reichstag im Nationalsozialismus hatte nahezu keine Befugnisse und war ein reines Akklamationsorgan, das auf Befehl Hitlers tagte, und das sehr selten (vgl. dazu Beschluss des Großdeutschen Reichstags vom 26. April 1942).
Häufig werden – ungenau – auch die Mitglieder der 1919 bis 1920 tagenden Weimarer Nationalversammlung als MdR bezeichnet.